# Ночано
Ноча̀но (на италиански: Nocciano) е село и община в Южна Италия, провинция Пескара, регион Абруцо. Разположено е на 301 m надморска височина. Населението на общината е 1851 души (към 2010 г.).